# Прали (Туркестанская область)
Прали (каз. Пірәлі) — упразднённое село в Жетысайском районе Туркестанской области Казахстана. Входило в состав Атамекенского сельского округа. 
Исключено из учётных данных в 2023 году. Код КАТО — 514465800.

## Население
В 1999 году население села составляло 119 человек (69 мужчин и 50 женщин). По данным переписи 2009 года, в селе проживало 12 человек (6 мужчин и 6 женщин).